# Килворт, Гарри
Га́рри Ду́глас Ки́лворт, также Ки́луэрт (англ. Garry Douglas Kilworth; род. 5 июля 1941, Йорк, Англия) — английский писатель в жанре научной фантастики и фэнтези. Автор исторических романов.

## Биография
Родился в семье пилота ВВС Великобритании. Вместе с родителями и двумя братьями побывал в различных частях земного шара. Жил в Адене (Йемен).
Рано начал писать рассказы. Первый успех пришел с рассказом «Пойдем на Голгофу» (Let's go to Golgotha), который победил на конкурсе газеты Sunday Times. Тяга к знаниям привела его в Королевский колледж Лондонского университета, который он окончил.
В 1980 году начал писать книги для детей и юношества.
Женат. Имеет 2-х детей и 5 внуков. По вероисповеданию — квакер.

### Романы

#### Ангел
1. Ангел (1993)
2. Архангел (1994)

#### Королевский навигатор
1. The Roof of Voyaging (1996)
2. The Princely Flower (1997)
3. Land-of-Mists (1998)

#### Тайны забытого острова (англ.Welkin Weasels)
1. Thunder Oak (1997)
2. Castle Storm (1998)
3. Windjammer Run (1999)
4. Gaslight Geezers (2001)
5. Vampire Voles (2002)
6. Heastward Ho! (2003)

#### Knights of Liöfwende
1. Spiggot’s Quest (2002)
2. Mallmoc’s Castle (2003)
3. Boggart and Fen (2004)

#### 'Fancy Jack' Crossman
- The Devil’s Own (1997)
- The Valley of Death: Sergeant Jack Crossman and the Battle of Balaclava (1998)
- Soldiers in the Mist (1999)
- The Winter Soldiers (2002)
- Attack on the Redan (2003)
- Brothers of the Blade (2004)
- Rogue Officer (2007)
- Kiwi Wars (2008)

### Романы вне серии
- In Solitary (1977)
- The Night of Kadar (1978)
- Split Second (1979)
- Gemini God (1981)
- A Theatre of Timesmiths (1984)
- Tree Messiah (1985)
- Highlander (1986) (как Гарри Дуглас)
- Witchwater Country (1986)
- Spiral Winds (1987)
- The Wizard of Woodworld (1987)
- Cloudrock (1988)
- The Street (1988) (как Гарри Дуглас)
- Abandonati (1988)
- The Voyage of the Vigilance (1988)
- The Rain Ghost (1989)
- Hunter’s Moon (1989)
- Midnight’s Sun (1990)
- Standing on Shamsan (1991)
- The Drowners (1991)
- The Third Dragon (1991)
- Frost Dancers: A Story of Hares (1992)
- Billy Pink’s Private Detective Agency (1993)
- The Electric Kid (1994)
- The Phantom Piper (1994)
- The Bronte Girls (1995)
- House of Tribes (1995)
- Cybercats (1996)
- A Midsummer’s Nightmare (1996)
- The Gargoyle (1997)
- The Drummer Boy (1998)
- Epix: Heavenly Hosts V Hell United (1998)
- The Lantern Fox (1998)
- Monster School (1999)
- Hey, New Kid! (1999)
- Shadow-Hawk (1999)
- The Icehouse Boy (2001)
- Soldier’s Son (2001)
- Comix: Monster School (2002)
- Nightdancer (2002)
- The Silver Claw (2005)
- 2006 — Attica (англ.)
- 2007 — Jigsaw
- 2008 — The Hundred-Towered City
- 2014 — The Iron Wire
- 2017 — The Sometimes Spurious Travels Through Time and Space of James Ovit

### Другие
- Let's go to Golgotha (1975)
- Hogfoot Right and Bird-Hands (1984)
- The Songbirds of Pain (1984)
- In the Hollow of the Deep-Sea Wave (1989)
- Dark Hills, Hollow Clocks (1990)
- In the Country of Tattooed Men (1993)
- Moby Jack and Other Tall Tales (2005)
- Tales From A Fragrant Harbour (2010)

## Награды и премии
- Всемирная премия фэнтези (World Fantasy Award), 1992 год за короткий рассказ «The Ragthorn» (в соавт. с Робертом Холдстоком),
- премия Британской ассоциации научной фантастики (British Science Fiction Award, 1993 год за тот же рассказ,
- премия «Детская книга года Ланкашир» (Lancashire Children’s Book of the Year),
- дважды номинирован на медаль Карнеги (Carnegie Medal award) за произведения для детей,
- Роман «Rogue» в 2008 году завоевал премию по литературе имени Чарльза Уайтинга.